# Wormaldia esperonis
Wormaldia esperonis är en nattsländeart som beskrevs av Ross och King in Ross 1956. Wormaldia esperonis ingår i släktet Wormaldia och familjen stengömmenattsländor. Inga underarter finns listade i Catalogue of Life.